# Élections municipales de 2026 à Toulouse
Pour des articles plus généraux, voir Élections municipales françaises de 2026 et Élections municipales de 2026 dans la Haute-Garonne.
Les élections municipales de 2026 à Toulouse auront lieu en mars 2026. Elles visent au renouvellement du conseil municipal et du conseil métropolitain de Toulouse Métropole.

## Modalités du scrutin

### Dates
Ces élections se tiendront en mars 2026, les dates précises seront annoncées par décret au moins 3 mois avant le scrutin.

### Mode de scrutin
L'élection des conseillers municipaux et métropolitains se déroule selon un scrutin de liste à deux tours avec prime majoritaire : les candidats se présentent en listes complètes avec la possibilité de deux candidats supplémentaires. Lors du vote, on ne peut faire ni adjonction, ni suppression, ni modification de l'ordre de présentation des listes. Chaque bulletin de vote comporte deux listes : une liste de candidats aux seules élections municipales et une liste de ceux également candidats au conseil métropolitain.
Le nombre de sièges à pourvoir au conseil municipal de Toulouse correspond à celui des communes dont la population est supérieure à 300 000 habitants, soit 69 sièges. En raison de la croissance démographique de la ville, le conseil municipal est augmenté de 4 sièges par rapport au précédent scrutin. Les conseillers municipaux sont élus au suffrage universel direct pour une durée de mandat de six ans. L'élection se termine au premier tour en cas de majorité absolue. Le cas échéant, un second tour a lieu. Les listes qui ont obtenu au moins 10 % des suffrages exprimés au premier tour peuvent se présenter au second. Les candidats des listes qui ont obtenu plus de 5 % des suffrages exprimés au premier tour peuvent rejoindre une autre liste.
La liste ayant obtenu le plus de voix se voit attribuer la moitié des sièges, arrondie à l'entier supérieur si nécessaire. Ainsi, la liste majoritaire obtient automatiquement 35 sièges. Les 34 sièges restants sont attribués à la représentation proportionnelle à la plus forte moyenne aux listes ayant obtenu au moins 5 % des suffrages exprimés au second tour (ou au premier tour en cas de tour unique).

## Contexte

### Scrutin précédent
Les élections municipales de 2020 ont été marquées par une abstention massive en raison de la pandémie de Covid-19, la participation lors du 1er tour étant s'étant effondrée de 52 % en 2014 à 37 % en 2020.
Sur le plan local, la liste menée par le républicain Jean-Luc Moudenc, candidat à sa propre succession et soutenu par la République en Marche, réussi à se maintenir à la tête de la ville et obtient 53 sièges, soit autant que lors de la mandature précédente.
Les listes de gauche partent initialement divisées, toutefois au second tour, les 3 listes, Europe Écologie - Les Verts - La France insoumise, Parti socialiste - Parti communiste et Génération.s fusionnent et obtiennent les 16 sièges restants, ce que la liste PS-PCF avait réussi à faire seule en 2014.

## Candidatures déclarées
Dès le 11 avril 2023, Jean-Luc Moudenc, maire de la ville, indique qu'il briguera un troisième mandat en 2026, il lance officiellement sa campagne le 28 juin 2025. Le 29 juillet 2025, il reçoit le soutien des Républicains ainsi que de l'UDI, puis celui du parti radical le 1er août.
Le 20 novembre 2024, Régis Godec, ancien conseiller municipal d'opposition, est désigné par Les Écologistes comme chef de file lors des prochaines municipales.
Le 7 février 2025, François Piquemal, député insoumis de la 4e circonscription, lance à son tour sa campagne.
Une semaine plus tard, le 14 février, Nadia Pellefigue, vice-présidente du conseil régional et candidate tête de liste socialiste lors des élections de 2020, se déclare également candidate, mais sans recevoir le soutien de partis politiques.
Le Parti Socialiste est mené par François Briançon, sans que la désignation du candidat ne soit officialisée.

## Sondages
Tout sondage d'opinion est affecté par une marge d'erreur.
Une couleur arbitraire est associée à chaque institut de sondage ; ces couleurs sont une aide visuelle et ne correspondent pas à une tendance politique.

## Résultats
|                          |                   |                      |              |              |             |             |        |        |  |
| Tête de liste            | Tête de liste     | Liste                | Premier tour | Premier tour | Second tour | Second tour | Sièges | Sièges |  |
| Tête de liste            | Tête de liste     | Liste                | Voix         | %            | Voix        | %           | CM     | CC     |  |
|                          | Jean-Luc Moudenc  | LFA - LR - UDI - PRV |              |              |             |             |        |        |  |
|                          |                   |                      |              |              |             |             |        |        |  |
|                          | François Piquemal | LFI                  |              |              |             |             |        |        |  |
|                          |                   |                      |              |              |             |             |        |        |  |
|                          |                   |                      |              |              |             |             |        |        |  |
| Votes valides            |                   |                      |              |              |             |             |        |        |  |
| Votes blancs             |                   |                      |              |              |             |             |        |        |  |
| Votes nuls               |                   |                      |              |              |             |             |        |        |  |
| Total                    | Total             | Total                |              | 100          |             | 100         | 69     | 67     |  |
| Abstention               |                   |                      |              |              |             |             |        |        |  |
| Inscrits / participation |                   |                      |              |              |             |             |        |        |  |